# Konkretizacija
Konkretizacija je sintetička metoda zasnovana je na proceduri suprotnoj od apstrakcije. Ona podrazumjeva kretanje mišljenja i saznanja od općeg ka posebnom i pojedinačnom, od apstraktnog ka konkretnom.

## Relevantni članci
- Metodologija